# André Dussollier
André Dussollier (17 de fevereiro de 1946) é um ator francês.

## Filmografia parcial
- 1970 : Ils de Jean-Daniel Simon

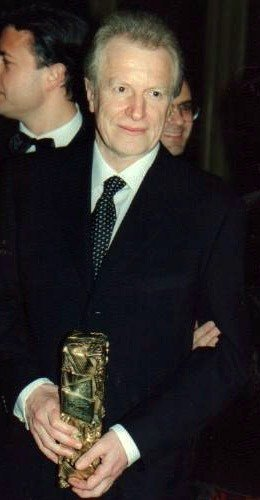
1998

- 1971 : Les Enquêtes du commissaire Maigret de Marcel Cravenne, (TV) episódio : Maigret aux assises
- 1972 : Les Chemins de pierre, de Joseph Drimal (TV)
- 1972 : Une belle fille comme moi, de François Truffaut : Stanislas Prévine
- 1972 : Les Boussardel, de René Lucot (TV) : Louis Boussaedel
- 1973 : Les Fourberies de Scapin, de Jean-Paul Carrère (TV)
- 1974 : Toute Une Vie, de Claude Lelouch : Simon
- 1974 : La Gifle, de Claude Pinoteau : le joueur de foot
- 1974 : Madame Bovary, de Pierre Cardinal (TV)
- 1975 : Un divorce heureux, de Henning Carlsen
- 1976 : Il pleut sur Santiago, de Helvio Soto
- 1976 : Histoire de rire, de Yves-André Hubert (TV)
- 1976 : Marie-poupée, de Joël Séria : Claude
- 1977 : Alice ou la Dernière Fugue, de Claude Chabrol : le jeune homme du parc/ le pompiste
- 1977 : Le Couple témoin, de William Klein : Jean-Michel
- 1977 : Ben et Bénédict, de Paula Delsol : Bernard
- 1977 : Rossel et la commune de Paris, de Serge Moati (TV) : Rossel
- 1978 : Un ours pas comme les autres, de Nina Companeez (TV)
- 1978 : Perceval le Gallois, de Éric Rohmer : Gauvain
- 1979 : La Muse et la Madone, de Nina Companeez (TV)
- 1979 : Orient-Express, de Daniele D'Anza (TV)
- 1980 : Pollufission 2000, de Jean-Pierre Prévost (TV)
- 1980 : Le Barbier de Séville, de Jean Pignol (TV)
- 1980 : La Fraîcheur de l'aube (TV)
- 1980 : Extérieur, nuit, de Jacques Bral : Bony
- 1981 : Ideiglenes paradicsom, de András Kovács
- 1981 : Les Filles de Grenoble, de Joël Le Moigné : le juge Le Perec
- 1981 : Au théâtre ce soir : Monsieur Masure de Claude Magnier (TV)
- 1982 : La Triple muerte del tercer personaje de Helvio Soto
- 1982 : L'Épreuve, de Claude Santelli (TV)
- 1982 : Qu'est-ce qui fait courir David ?, de Élie Chouraqui : Guy
- 1982 : Le Beau Mariage, de Éric Rohmer : Edmond
- 1983 : Elle voulait faire du cinéma, de Caroline Huppert (TV)
- 1983 : La vie est un roman, de Alain Resnais : Raoul Vandamme
- 1983 : Liberty belle, de Pascal Kané : Vidal
- 1984 : Première classe, de Mehdi El Glaoui (court-métrage)
- 1984 : Les Enfants, de Marguerite Duras, Jean Mascolo e Jean-Marc Turine
- 1984 : L'Aide-mémoire, de Pierre Boutron (TV)
- 1984 : Grens, De de Leon de Winter
- 1984 : L'Amour à mort, de Alain Resnais : Jérome Martignac
- 1984 : Stress, de Jean-Louis Bertucelli : Michel
- 1984 : L'Amour par terre, de Jacques Rivette : Paul
- 1984 : Just the Way You Are, de Édouard Molinaro
- 1985 : Music Hall, de Marcel Bluwal (TV)
- 1985 : Trois hommes et un couffin, de Coline Serreau : Jacques
- 1986 : Triple sec, de Yves Thomas
- 1986 : Yiddish Connection, de Paul Boujenah : le séminariste
- 1986 : Mélo, de Alain Resnais : Marcel Blanc
- 1987 : De sable et de sang, de Jeanne Labrune : Emilio
- 1988 : Fréquence meurtre, de Élisabeth Rappeneau : Commissaire Franck Quester
- 1988 : L'Enfance de l'art, de Francis Girod : Luc Ferraud
- 1988 : Mon ami le traître, de José Giovanni
- 1988 : Pour un oui pour un non  de Nathalie Sarraute (TV)
- 1988 : Palace, de Jean-Michel Ribes (TV) un client
- 1990 : Pour un oui ou pour un non, de Jacques Doillon (TV)
- 1990 : Le Chemin solitaire, de Luc Bondy (TV)
- 1990 : La Femme fardée, de José Pinheiro : Julien Peyrat
- 1991 : Le Piège, de Serge Moati (TV)
- 1991 : Sushi Sushi, de Laurent Perrin : Maurice Hartmann
- 1992 : Border Line, de Danièle Dubroux
- 1992 : Belyy korol, krasnaya koroleva (Russkie) de Sergei Bodrov
- 1992 : Un cœur en hiver, de Claude Sautet : Maxime
- 1992 : Chien et chat, de Philippe Galland e Marc Simenon (TV)
- 1993 : La Petite Apocalypse, de Costa-Gavras : Jacques
- 1993 : Les Marmottes, de Élie Chouraqui : Simon Klein
- 1994 : Montparnasse-Pondichéry, de Yves Robert : Bertin
- 1994 : Aux petits bonheurs, de Michel Deville : Pierre
- 1994 : Le Colonel Chabert, de Yves Angelo : le comte Ferraud
- 1995 : Les Fleurs de Maria Papadopylou, de Dodine Herry
- 1995 : Romanzo di un giovane povero de Ettore Scola : Moscati
- 1995 : Belle Époque, de Gavin Millar (TV) : Lucien Lachenay
- 1996 : Notre homme, de Élisabeth Rappeneau (TV)
- 1997 : Quand le chat sourit, de Sabine Azéma (TV)
- 1997 : Quadrille, de Valérie Lemercier : Philippe de Morannes
- 1997 : Un air si pur..., de Yves Angelo : docteur Boyer
- 1997 : On connaît la chanson, de Alain Resnais : Simon
- 1997 : Vérité oblige, de Stéphane Kappes, Jacques Malaterre e Claude-Michel Rome (TV)
- 1998 : Voleur de vie, de Yves Angelo : Jakob
- 1999 : Les Enfants du marais, de Jean Becker : Amédée
- 1999 : Sade en procès, de Pierre Beuchot (TV) (voix)
- 2000 : Scènes de crimes, de Frédéric Schoendoerffer : Capitaine Jean-Louis Gomez
- 2000 : Les Acteurs, de Bertrand Blier : lui-même
- 2000 : Aïe, de Sophie Fillières : Robert
- 2000 : La Dette, de Fabrice Cazeneuve (TV)
- 2000 : Ils ont filmé la guerre en couleur (documentário TV) (voz)
- 2001 : Un crime au paradis, de Jean Becker : Maître Jacquard
- 2001 : Le Fabuleux Destin d'Amélie Poulain, de Jean-Pierre Jeunet (voz)
- 2001 : La Chambre des officiers, de François Dupeyron : le chirurgien militaire
- 2001 : Vidocq, de Pitof : le préfet Lautresnares
- 2001 : Tanguy, d’Étienne Chatiliez : Paul Guetz
- 2003 : 18 ans après, de Coline Serreau : Jacques
- 2003 : La Légende de Parva, de Jean Cubaud (voix)
- 2003 : Effroyables Jardins, de Jean Becker : André Designy
- 2003 : Tais-toi !, de Francis Veber : le psy de la prison
- 2004 : Suzie Berton, de Bernard Stora (TV) : inspecteur Ferran
- 2004 : Agents secrets, de Frédéric Schoendoerffer : colonel Grasset
- 2004 : Un long dimanche de fiançailles, de Jean-Pierre Jeunet : maître Pierre-Marie Rouvières
- 2004 : 36 quai des Orfèvres, de Olivier Marchal : Commissaire principal Robert Mancini
- 2005 : Ils voulaient tuer de Gaulle, de Jean-Teddy Filippe (TV) (voix)
- 2005 : Mon petit doigt m'a dit..., de Pascal Thomas : Bélisaire Beresford
- 2005 : Lemming, de Dominik Moll : Richard Pollock
- 2006 : Un ticket pour l'espace, d’Éric Lartigau : Wesburger
- 2006 : Ne le dis à personne, de Guillaume Canet : Jacques Laurentis
- 2006 : Cœurs, d’Alain Resnais : Thierry
- 2007 : Ma place au soleil, d’Éric de Montalier : Pierre
- 2007 : Le Mas des alouettes de Paolo et Vittorio Taviani : Colonel Arkan
- 2007 : La Vérité ou presque, de Sam Karmann : Vincent
- 2008 : Cortex, de Nicolas Boukhrief : Charles Boyer
- 2008 : Affaire de famille, de Claus Drexel : Jean Guignebont
- 2008 : Leur morale... et la nôtre, de Florence Quentin : André
- 2008 :  Le Crime est notre affaire, de Pascal Thomas : Bélisaire Beresford
- 2008 : Musée haut, musée bas, de Jean-Michel Ribes : le ministre
- 2008 : Mèche Blanche, les aventures du petit castor, de Philippe Calderon (voz)
- 2009 : La Légende de Despereaux, de Gary Ross (voz)
- 2009 : Les Herbes folles d’Alain Resnais : Georges Palet
- 2009 : Micmacs à tire-larigot de Jean-Pierre Jeunet : Nicolas Thibaut de Fenouillet
- 2009 : Une affaire d'État d’Éric Valette : Victor Bornand
- 2010 : Une exécution ordinaire de Marc Dugain
- 2010 : Le Grand Restaurant de Gérard Pullicino (TV) : Antoine
- 2010 : Chicas de Yasmina Reza : Fernand
- 2010 : Le mystère de Jean-Teddy Filippe
- 2010 : La Bonté des femmes de Marc Dugain e Yves Angelo (TV) : Paul
- 2010 : La Vie sauvage des animaux domestiques de Dominique Garing : voiz
- 2011 : Impardonnables d'André Téchiné : Francis
- 2011 : Mon pire cauchemar d'Anne Fontaine : François
- 2012 : Associés contre le crime de Pascal Thomas : Bélisaire Beresford
- 2012 : Les Reines du ring de Jean-Marc Rudnicki